# Cantón de Moutiers-les-Mauxfaits
El cantón de Moutiers-les-Mauxfaits era una división administrativa francesa, que estaba situada en el departamento de Vandea y la región de Países del Loira.

## Composición
El cantón estaba formado por trece comunas:
- Angles
- Curzon
- La Boissière-des-Landes
- La Faute-sur-Mer
- La Jonchère
- La Tranche-sur-Mer
- Le Champ-Saint-Père
- Le Givre
- Moutiers-les-Mauxfaits
- Saint-Avaugourd-des-Landes
- Saint-Benoist-sur-Mer
- Saint-Cyr-en-Talmondais
- Saint-Vincent-sur-Graon

## Supresión del cantón de Moutiers-les-Mauxfaits
En aplicación del Decreto n.º 2014-169 de 17 de febrero de 2014, el cantón de Moutiers-les-Mauxfaits fue suprimido el 22 de marzo de 2015 y sus 13 comunas pasaron a formar parte del nuevo cantón de Mareuil-sur-Lay-Dissais.